# Sternberg Peak
Der Sternberg Peak ist ein rund 1300 m hoher Berg im Australischen Antarktis-Territorium. Er ragt 4,3 km nordöstlich des Rand Peak in den Nebraska Peaks der Britannia Range auf.
Das Advisory Committee on Antarctic Names benannte den Berg im Jahr 2000 nach dem US-amerikanischen Geophysiker Ben Kollock Sternberg (* 1947), der von 1973 bis 1974 an der Eisbohrung J-9 des Ross-Schelfeis-Projekts im United States Antarctic Research Program bei 82° 22′ S, 168° 40′ O beteiligt war.